# Bicknell (Indiana)
Bicknell és una població dels Estats Units a l'estat d'Indiana. Segons el cens del 2000 tenia 3.378 habitants.

## Demografia
Segons el cens del 2000, Bicknell tenia 3.378 habitants, 1.395 habitatges, i 910 famílies. La densitat de població era de 858,1 habitants per km².
Dels 1.395 habitatges en un 29,9% hi vivien nens de menys de 18 anys, en un 49,2% hi vivien parelles casades, en un 12,6% dones solteres, i en un 34,7% no eren unitats familiars. En el 30,5% dels habitatges hi vivien persones soles el 16,2% de les quals corresponia a persones de 65 anys o més que vivien soles. El nombre mitjà de persones vivint en cada habitatge era de 2,38 i el nombre mitjà de persones que vivien en cada família era de 2,95.
Per edats la població es repartia de la següent manera: un 25,3% tenia menys de 18 anys, un 8,7% entre 18 i 24, un 25,5% entre 25 i 44, un 23,1% de 45 a 60 i un 17,4% 65 anys o més.
L'edat mediana era de 38 anys. Per cada 100 dones de 18 o més anys hi havia 84,1 homes.
La renda mediana per habitatge era de 23.046 $ i la renda mediana per família de 32.935 $. Els homes tenien una renda mediana de 31.487 $ mentre que les dones 18.162 $. La renda per capita de la població era de 13.027 $. Entorn del 18,5% de les famílies i el 26,3% de la població estaven per davall del llindar de pobresa.

## Poblacions més properes
El següent diagrama mostra les poblacions més properes.